# Silnice II/187
Silnice II/187 je silnice 2. třídy v Plzeňském kraji, která spojuje Sušici a Nepomuk. Prochází okresy Klatovy a Plzeň-jih. Její celková délka je 38 km.

## Vedení silnice
Okres Klatovy – Plzeňský kraj
- Sušice
  - vyústění z II/169
- Hrádek
- Kašovice
- Kolinec
- Vlčkovice
- Brod
- Číhaň
- křížení s I/22 na Klatovy a Strakonice
- Nová Plánice
- Plánice
  - křížení a peáž s II/186
- Kvasetice
- Lovčice
- Bližanovy

Okres Plzeň-jih 
- Neurazy
- Soběsuky
- Nepomuk
  - zaústění do I/20

## Další fotografie

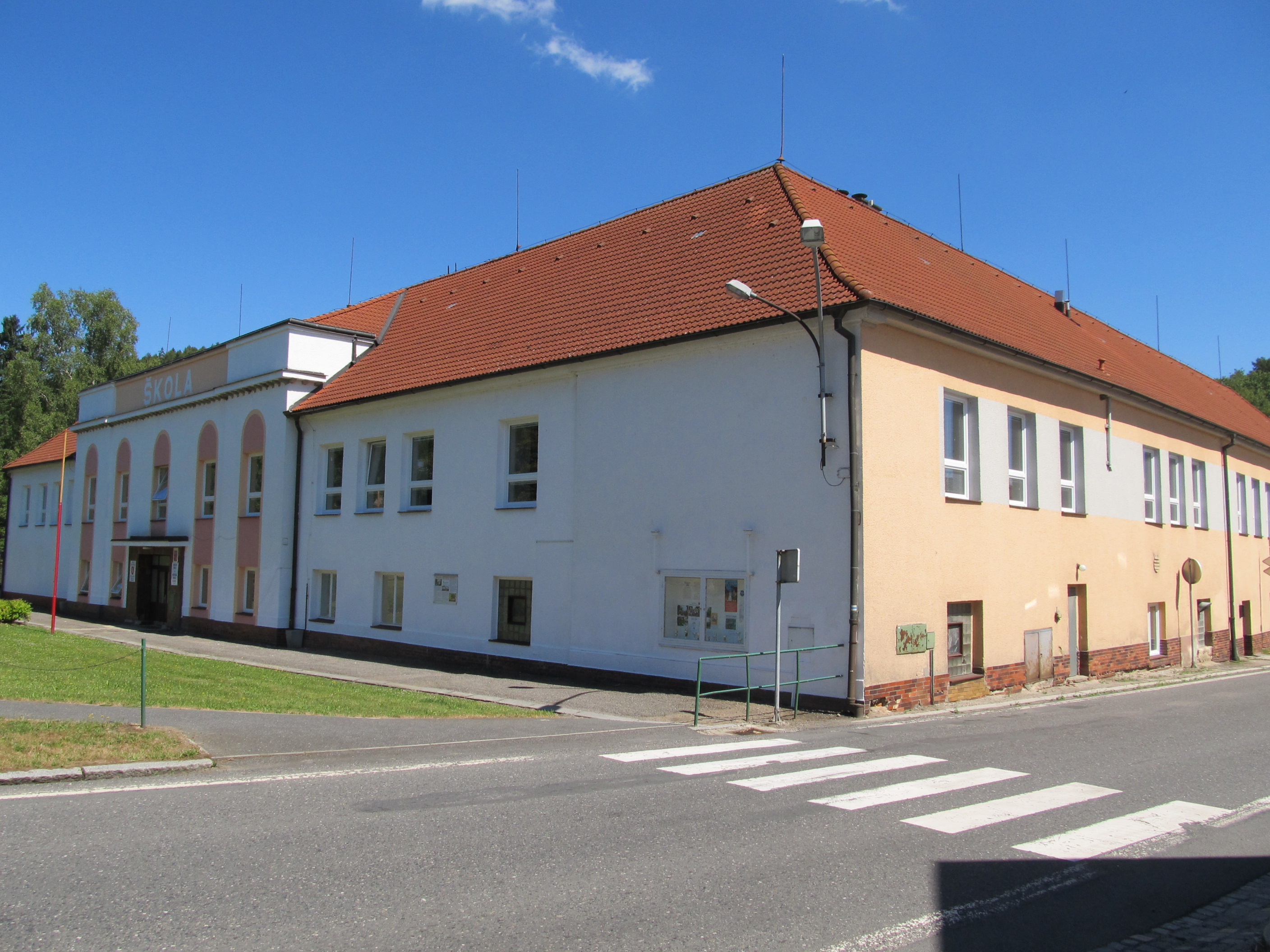
U školy v Kolinci
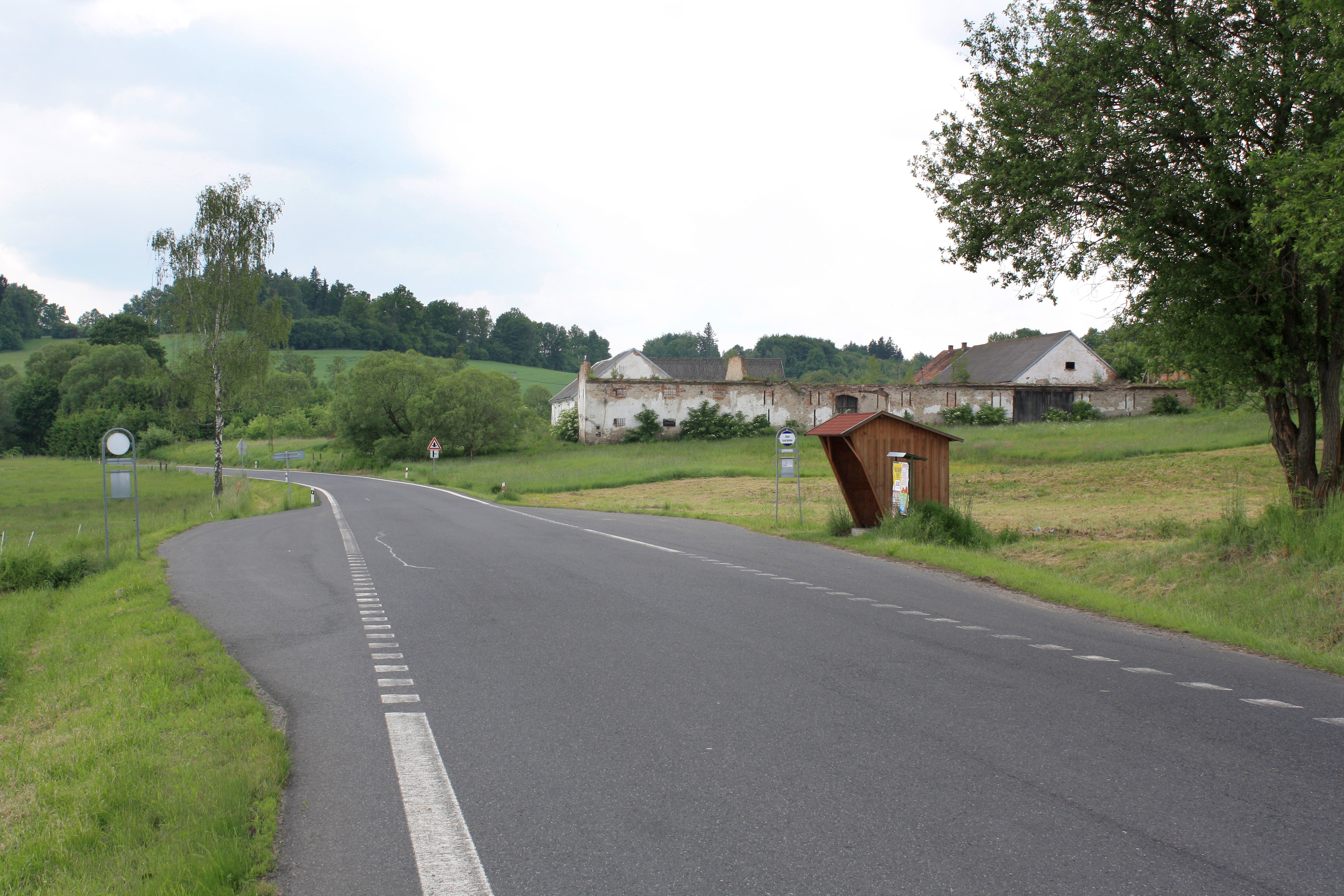
U Vlčkovic
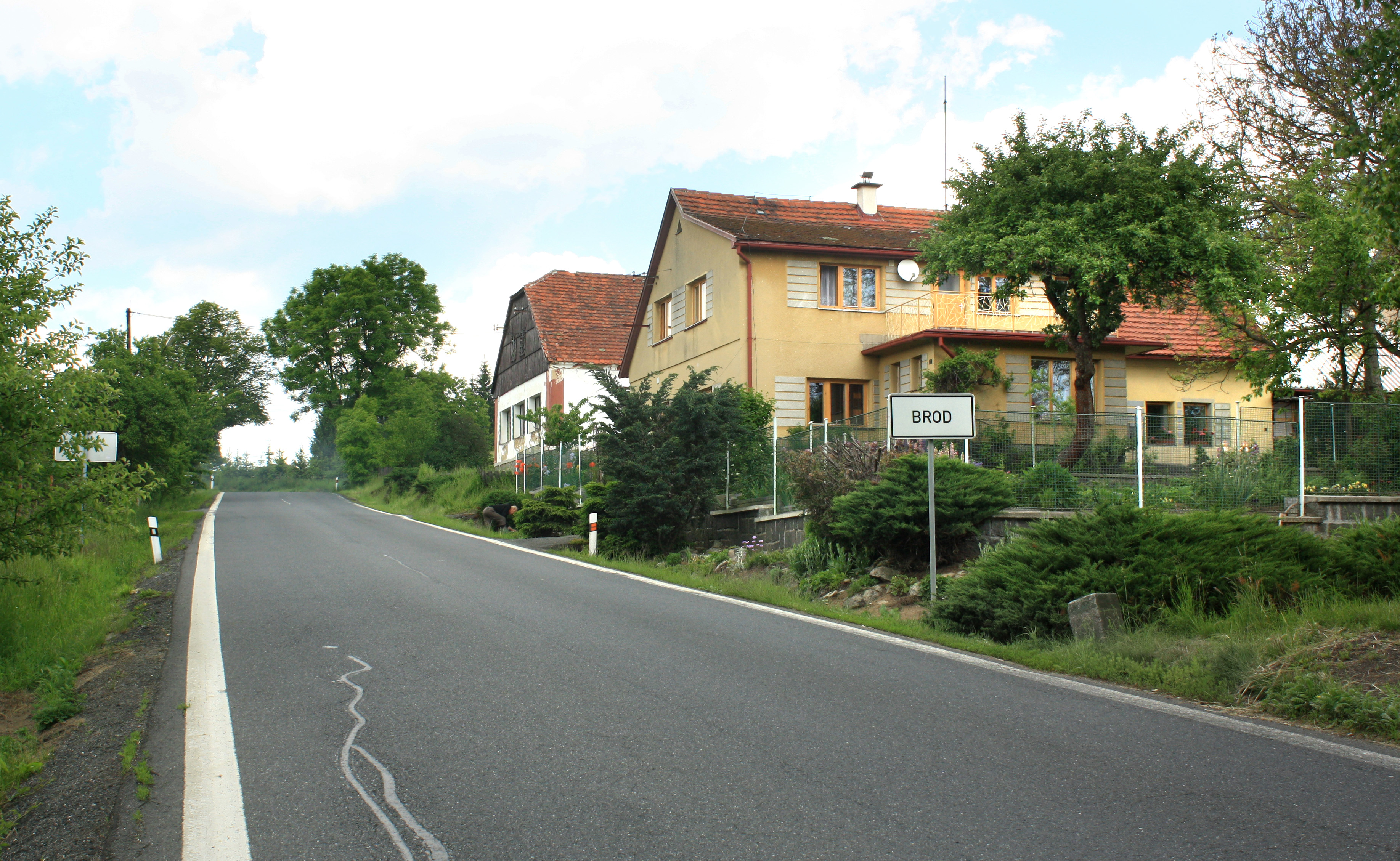
Před Brodem
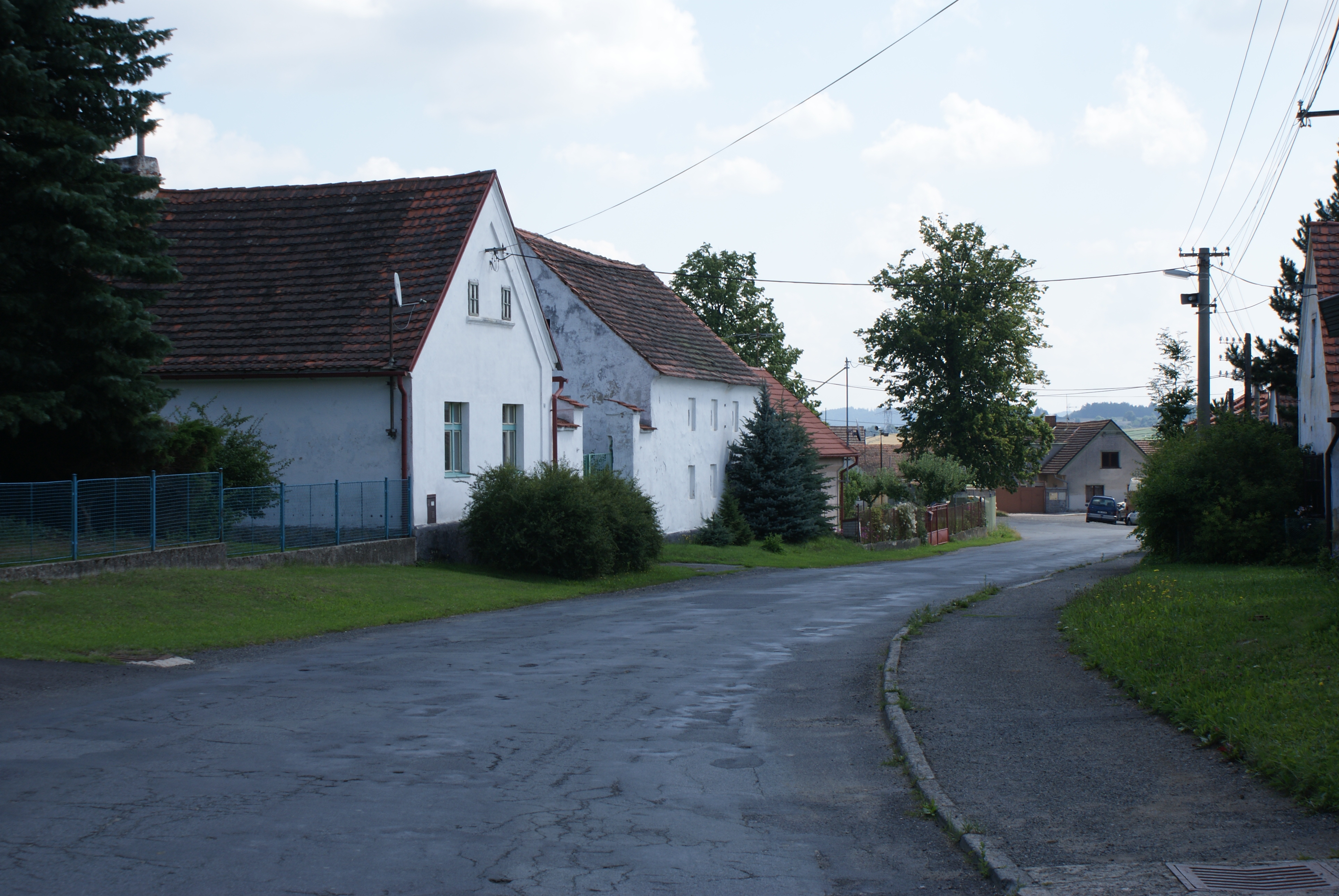
V Soběsukách